# Xã Wheeling, Quận Cook, Illinois
Xã Wheeling (tiếng Anh: Wheeling Township) là một xã thuộc quận Cook, tiểu bang Illinois, Hoa Kỳ. Năm 2010, dân số của xã này là 153.630 người.